# Немецкий центр нейродегенеративных заболеваний
Немецкий центр нейродегенеративных заболеваний e. В. (нем. Deutsche Zentrum für Neurodegenerative Erkrankungen, DZNE) — научно-исследовательское учреждение в Европейском союзе.
Центр входит в Ассоциацию немецких исследовательских центров имени Гельмгольца, занимается изучением нейродегенеративных заболеваний и является одним из восьми немецких исследовательских центров здравоохранения, созданных Федеральным министерством образования и исследований Германии для борьбы с наиболее распространенными заболеваниями.

## История
В 2007 году Федеральное правительство Германии на закрытом заседании приняло решение о создании центра. Новое здание на Венусберге в Бонне было открыто в 2017 году. Земля Северный Рейн-Вестфалия покрыла 77% затрат на строительство, а федеральное правительство — остальные 23 %.  Здание включает исследовательский комплекс и штаб-квартиру администрации и правления центра. Директор и основатель центра — Пьерлуиджи Никотера.

## Отделения
Учреждения центра расположены в десяти локациях:
- Берлинский офис занимается исследованиями механизмов передачи в синаптической щели.
- Бонн является административным штаб-квартирой и занимается фундаментальными, клиническими и популяционными исследованиями.
- В Дрездене исследуется способ избежания процессов старения в мозге.
- Геттинген анализирует, как развивается болезнь Паркинсона
- Магдебург исследует способы улучшения обучения и памяти
- Мюнхен исследует факторы риска деменции.
- Росток/Грайфсвальд исследует последствия демографических изменений.
- Тюбинген участвует в фундаментальных нейроисследованиях
- Ульм занимается редкими нейродегенеративными заболеваниями, такими как боковой амиотрофический склероз.
- В Виттене изучаются концепции ухода за пациентами.

## Финансирование
Центр финансируется на 90% из средств Федерального министерства образования и исследований Германии и на 10% — регионами расположения штаб-квартир отделений центра. Базовое финансирование составляет 81 миллион евро в год.

## Награды
С 2011 года центр присуждает премию Хартвига Пипенброка (нем. Hartwig Piepenbrock-DZNE Preis) в размере 60 000 евро за исследования в области нейродегенеративных заболеваний и старения. Первым лауреатом премии стал Конрад Бейройтер. В 2013 году сумма приза была увеличена до 100 000 евро. Премию разделили Адриано Агуцци и Чарльз Вайсманн за исследования прионов. В 2015 году Джон Харди был удостоен награды за работу над болезнью Альцгеймера. Хайко Браак был удостоен награды в 2017 году за фундаментальные исследования болезней Паркинсона и Альцгеймера. Кристиан Хаасс получил премию в 2019 году за работу над молекулярными механизмами болезни Альцгеймера. Лауреатом премии 2021 года стал Мишель Гедерт за работу по молекулярным механизмам нейродегенеративных заболеваний. Элисон Гоут получил награду 2023 года за исследования болезни Альцгеймера и лобно-височной деменции.